# ОУН (батальйон)
Батальйон «ОУН» — український добровольчий батальйон. Незалежне формування, котре діяло у Донецькій і Луганській областях, захищаючи територіальну цілісність України.

## Історія

### Засновники підрозділу
- Коханівський Микола Миколайович
- Пастушенко Андрій Іванович
- Вінниченко Олександр
- Юрків Тарас
- Попович Владислав Миколайович

### Передумови
Взимку 2014 року, під час Революції гідності, було створено 1-шу Київську сотню ОУН ім. Коновальця. Її засновниками та учасниками були Микола Коханівський (сотник), Андрій Пастушенко, Тарас Юрків, Олександр Вінниченко та Владислав Попович.

### Зведений батальйон територіальної оборони Ніжина
20 березня 2014 року рішенням Ніжинського міського голови, був створений Зведений батальйон територіальної оборони Ніжина. Він став першим батальйоном територіальної оборони в Україні, створеним після початку Російсько-української війни та єдиним який не увійшов до складу ЗСУ та МВС.[джерело?] Підрозділ підпорядковувався Ніжинській Міській Раді на чолі з Головою Анатолієм Лінником та командиру ЗБТО «Ніжин». Першим командиром підрозділу був Олександр Породько (позивний 401), одночасно був головним ініціатором створення підрозділу, перебував на посаді до липня.
31 липня 2014 року Виконавчий комітет Ніжинської міськради призначив командиром ЗБТО «Ніжин» Миколу Коханівського (позивний «Буревій»). Особовий склад 1-ї Київської сотні ОУН ім. Коновальця увійшов до складу батальйону. Заступником командира став Пастушенко Андрій (позивний «Сивий»). Відразу був оголошений набір до особового складу батальйону на тренувальну базу в Ніжині командиром якої призначили Поповича Владислава (позивний «Робін Гуд») в результаті чого бійцями підрозділу стали добровольці з усіх регіонів України.
Із серпня по жовтень були проведені три урочисті відправи бійців на війну з центральної площі Ніжина. Під час однієї з них батальйону був подарований «народний броньовик», виготовлений ніжинськими волонтерами. Також були намагання забезпечити ЗБТО «Ніжин» бойовими квадрокоптерами, але стали на заваді бюрократичні процедури.

### Батальйон «ОУН»
Станом на літо 2014 року найбільший за чисельністю окремий підрозділ ОУН перебував у складі батальйону «Азов». Саме «Азов» розглядався ОУН як базовий майданчик для створення окремого батальйону ОУН — «Азов-2» («Азов-Січ»). Після відмови в державній реєстрації, Провід ОУН ухвалив рішення приєднати батальйон до складу Добровольчого Українського Корпусу «Правого сектору». Назва батальйону була офіційно змінена — з «Ніжин» на «Батальйон ОУН».
23 листопада 2014 року загинув боєць батальйону Андрій Юрга зі Львова. Вже через день після смерті Андрія Юрги, 25 листопада, виконавчий комітет Ніжинської Міської Ради скасував своє рішення про створення ЗБТО «Ніжин». Командування підрозділу назвало ці дії зрадою, бійці батальйону продовжили свою участь у боях як Добровольчий батальйон «ОУН».
Грудень 2014  — лютий 2015 , разом з батальйоном «Дніпро-1», ДУК ПС та бійцями 93-ї бригади утримують метеостанцію на території аеропорту. На метеостанції поранено «Сивого», «Механіка». Поранення отримали також «Дим», «Білий», «Галицький», «Джонні».
У березні 2015 року Заступника командира батальйону ОУН Бориса Гуменюка та Олександра Потебенька знято з посад та відраховано зі складу батальйону. У березні 2015 року командування батальйону та дійсні члени ОУН публічно засудили дії голови ПУН Богдана Червака, через які було пограбовано склад батальйону та позбавлено транспортних засобів.
У квітні 2015 у зв'язку з домовленостями про відведення добровольчих батальйонів з лінії фронту, основні сили батальйону виведені з Пісків (згодом повернулися на ті ж позиції). Частина батальйону увійшла до складу Збройних сил України як окремий підрозділ 93-ї ОМБр ЗСУ під командуванням заступника командира батальйону ОУН Андрія Пастушенка «Сивого».
У квітні 2015 року в боях отримали поранення кілька бійців. Загинули Олег Богачов позивний «Ківі», Олег Пугачов позивний «Слід». Боєць Віталій Артемчук, позивний «Сіті» зазнав тяжкого поранення і потрапив у полон до бойовиків ДНР (звільнений з полону 4 липня 2015р).). Основні сили батальйону виведено з Пісків, проте на передовій залишається боївка, яка з часом виросла до повноцінного підрозділу, що співпрацюючи з ЗСУ тримає позиції в Пісках, під командуванням заступника командира батальйону ОУН, «Івана».
У травні 2015 року у селі Піски поранено Дмитра Афанасьева, позивний «Лимон» добровольця підрозділу ОУН. 4 травня він помер у лікарні від наслідків поранень.
У липні 2015 року підрозділ батальйону ОУН тримає кілька позицій в Пісках та на шахті Бутівка під командуванням Андрія Пастушенка. Бійці підрозділу знаходяться на позиціях до липня 2016 року.
В червні 2016 року батальйон передислоковується до Кримського, Луганської області. Там знаходиться до липня 2017 року.
16 лютого 2017 в Кримському на позиціях від пострілу ПТУР загинув бієць Батальйону Сірченко Андрій "Примус".
В червні 2017 року постало питання реорганізації підрозділу в складі ЗСУ. Це спричинило розкол у лавах організації – частина бійців увійшли до складу 81-ї окремої аеромобільної бригади, інші ж залишилась у підпорядкуванні комбата Коханівського.
11 вересня 2019 року, командир батальйону ОУН Олексій Колупов,  добровільно передав залишки зброї батальйону ОУН поліцейським. Добровольцям,  подякував Перший заступник Голови Нацполіції В'ячеслав Аброськін.
12 березня 2020 року, на одному з блокпостів Луганщини, працівники СБУ та МВС затримали автівку зі зброєю, в якій перебував командир батальйону ОУН Олексій Колупов, його заступник та ще двоє осіб. Комбат одразу заявив, що всі, хто перебував з ним в авто не мають жодного стосунку до цієї зброї, яку віз лише він і інші навіть не знали, що є в машині. Олексію Колупову та його заступнику було пред'явлено звинувачення за ст.263 КК України. Під час обрання запобіжного заходу в судовому засіданні, обвинувачені визнали свою вину, звільнені з-під варти після внесення застави.
17 квітня 2021 року Голова Проводу ГО «Добровольчий Рух ОУН», перший командир Добровольчого батальйону «ОУН» Микола Коханівський звернувсяз відкритим листом командирів та бійців Добровольчого батальйону «ОУН» до президента України Володимира Зеленського зпроханням забезпечити батальйон всям необхідним озброєнням та повернути підрозділ на бойове чергування для захисту рубежів України від повномаштабного вторгнення збройних формувань РФ.
Після 24 лютого 2022 року, у зв'язку із повномаштабним вторгненням збройних формувань Росії, бійці батальйону беруть участь в захисті України у складі різних підрозділів ЗСУ, ТрО та ДФТГ.

## Втрати та вшанування загиблих
10 червня 2024 року командир Добровольчого батальйону «ОУН» Микола Коханівський загинув у боях під Вовчанськом звільняючи місто від російських окупаційних військ.
• В місті Конотоп вул. Фрунзе перейменовано на вулицю Михайла Сусла.
• 31 березня 2016 рішенням 9-ї сесії Конотопської міської ради VII скликання Михайлу Сусло присвоєне звання «Почесний громадянин міста Конотопа» (посмертно).
• 28 червня 2016 у Конотопі на одному з будинків по вулиці Михайла Сусла встановлено пам'ятну дошку на його честь.
• У вересні 2016 року в місті Жмеринка на будівлі навчально-виховного комплексу «загальноосвітня школа І-ІІІ ступенів — ліцей» (вулиця Центральна, 2), де навчався Олег Пугачов, йому відкрито меморіальну дошку.
• До 3-ї річниці створення підрозділу Ніжинська Міська Рада одноголосно прийняла меморандум який визнає ЗБТО"Ніжин" послідовником Ніжинського Полку, створеного у 1648 році Богданом Хмельницьким у славній козацькій традиції захищати рідну землю від ворогів.
• 25 травня 2017 в Краматорську у ЗОШ № 8 І-ІІІ ст. відкрили пам'ятну дошку на честь Андрія Сірченка.
• 26 грудня 2017 року в Ніжині пройшов турнір з боксу на кубок Юрги Андрія.
• 14 жовтня 2018 року в Ніжині на Стіні Героїв на честь Андрія Юрги було відкрито меморіальну дошку.
• 14 березня 2019 року, на фасаді 274-ї школи міста Київ, відкрито пам'ятну дошку Олегу Богачову.
В місті Краматорськ на ім'я Афанасьєва Дмитра названа вулиця де він мешкав.

## Нагородження та відзнаки
• До 5-ї річниці створення підрозділу у Всехсвятській церкві були відзначені волонтери — ніжинці, яким вручили знаки народної пошани — ордени «Єдність та Воля» а також подяки від командування підрозділу.
• До 5-ї річниці звільнення селища Піски, бійці батальйону отримали відзнаки « За звільнення та оборону селища Піски» від керівництва полку поліції «Дніпро-1».
• До 2-ї річниці створення батальйону бійці отримали бойові відзнаки підрозділу, які стали першими нагородами добровольчих підрозділів у війні на сході України.

## Галерея

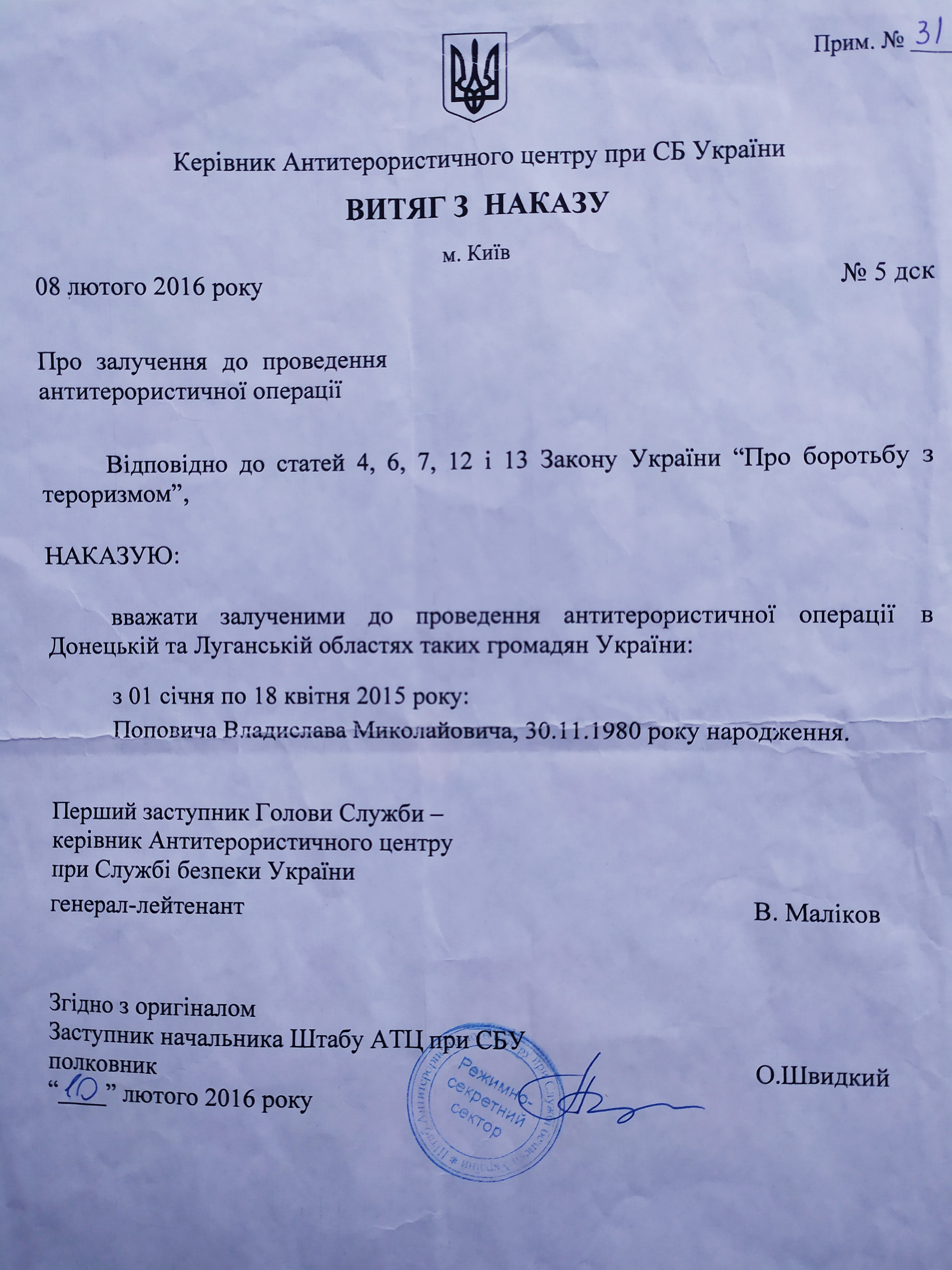
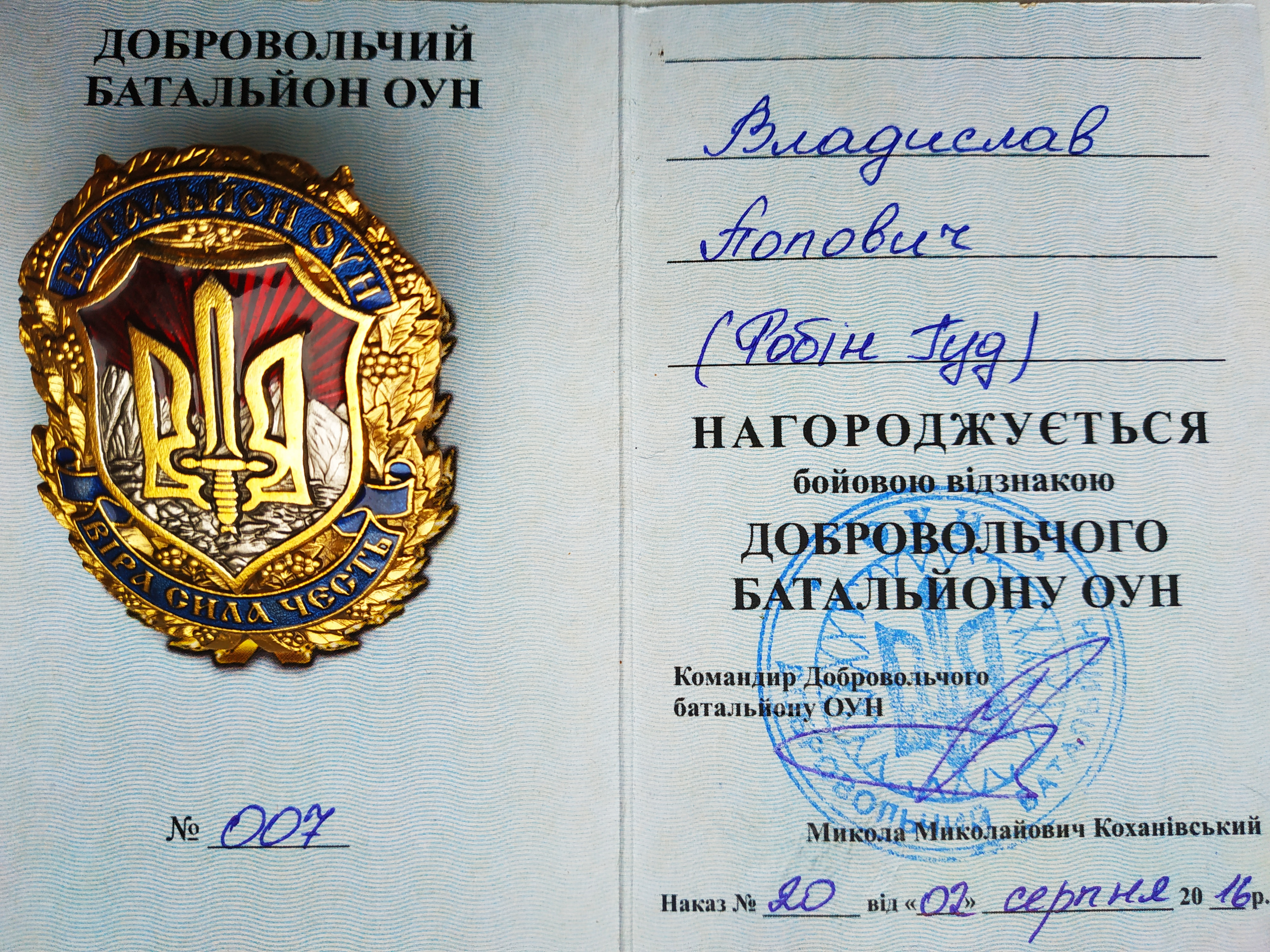
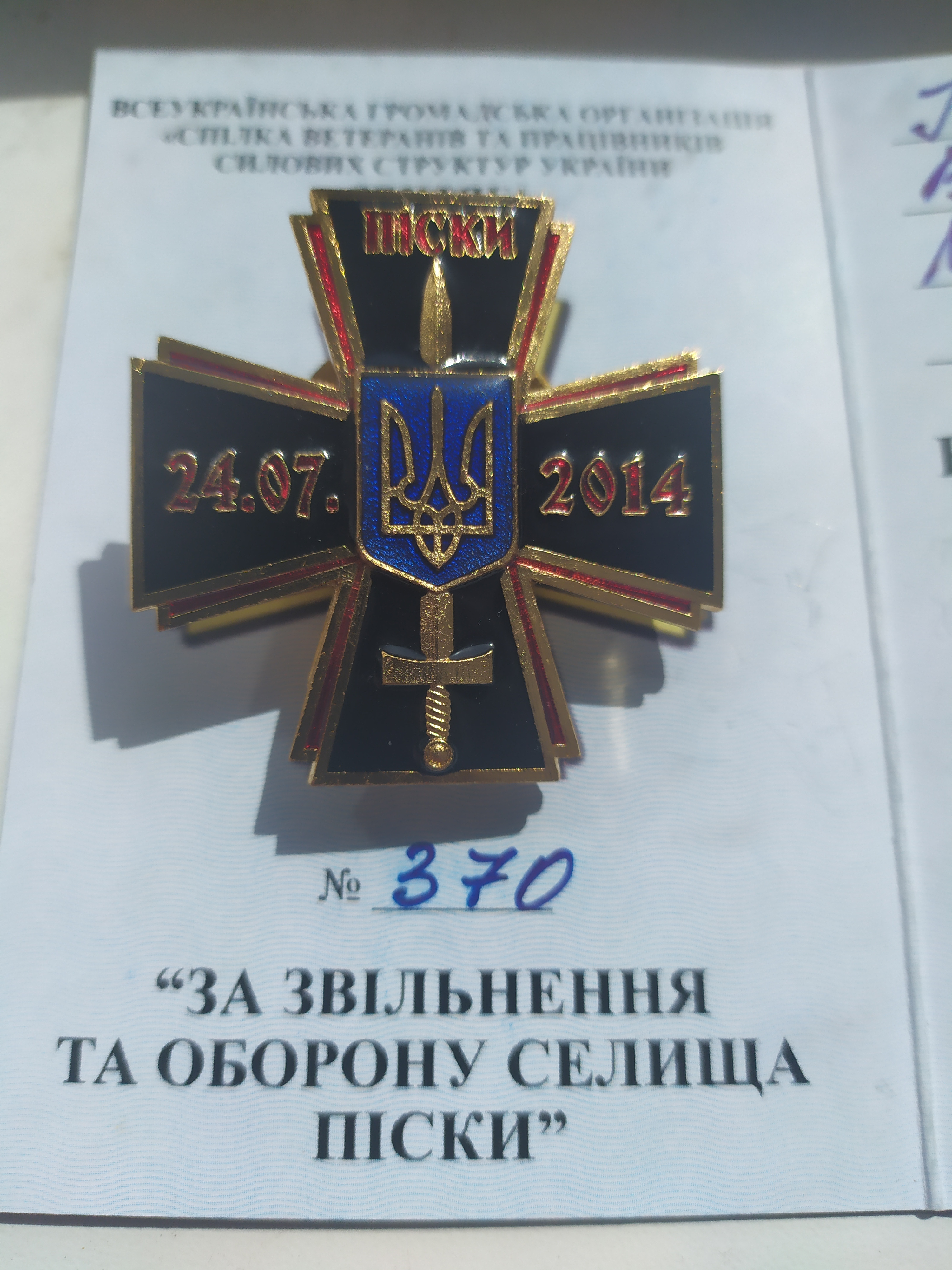

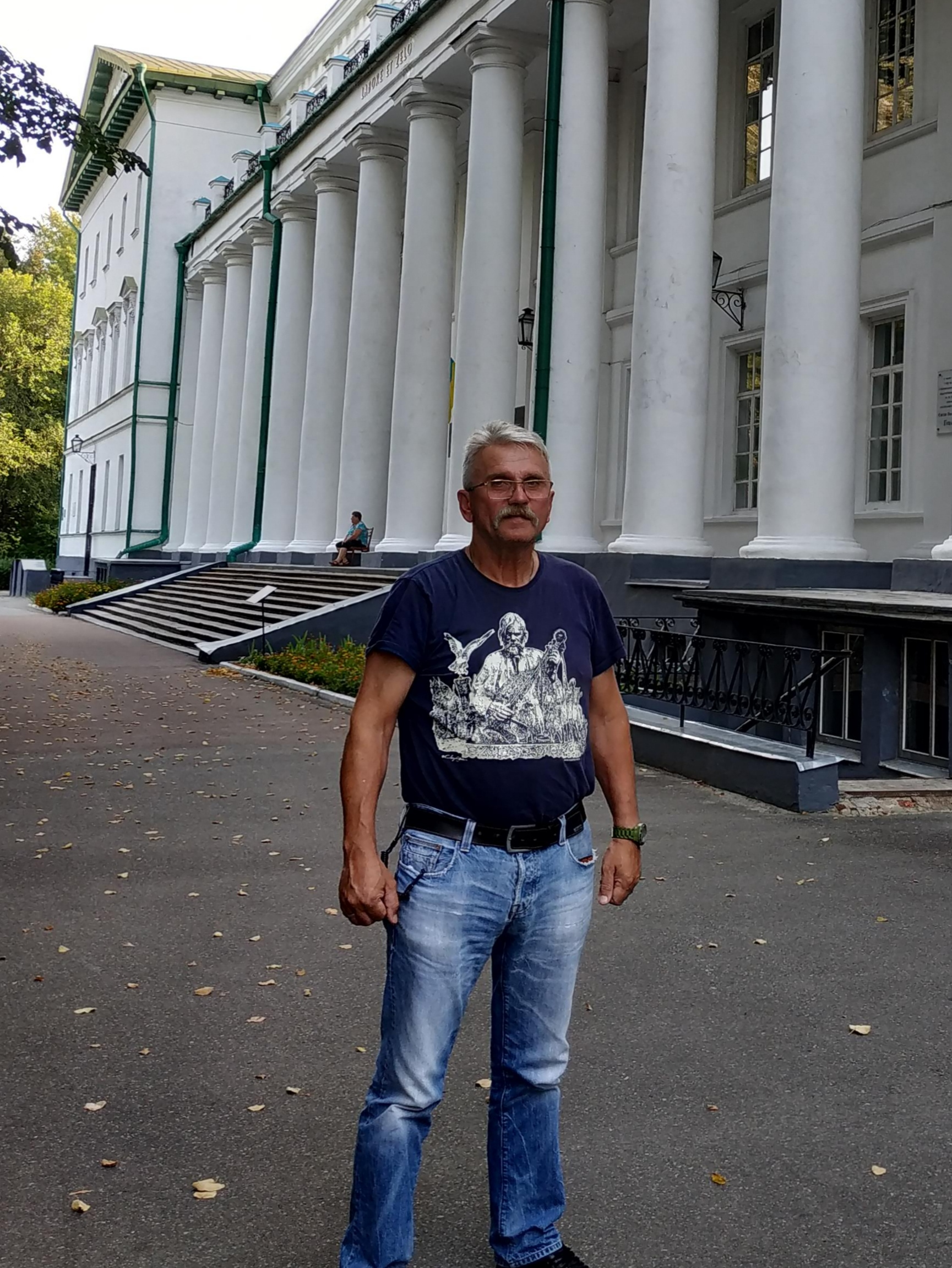
Андрій Пастушенко